# 宮崎県道25号宮崎停車場線
宮崎県道25号宮崎停車場線（みやざきけんどう25ごう みやざきていしゃじょうせん）は、宮崎県宮崎市を通る県道（主要地方道）である。

## 概要
宮崎市錦町から宮崎市の繁華街である橘通西3丁目に至る。
国道10号とともに高千穂通りと呼称される。宮崎市の玄関口となる道路であり、沿線はオフィスビルが立ち並ぶビジネス街となっている。

### 路線データ
- 起点：宮崎市錦町（宮崎駅交差点、宮崎県道341号宮崎港宮崎停車場線終点）
- 終点：宮崎市橘通西3丁目（橘通3丁目交差点、国道10号交点、国道220号起点、国道269号終点）
- 延長：0.8 km

## 歴史
- 1993年（平成5年）5月11日 - 建設省から、県道宮崎停車場線が宮崎停車場線として主要地方道に指定される[1]。

## 路線状況

### 通称
- 高千穂通り

## 地理

### 通過する自治体
- 宮崎市

### 交差する道路

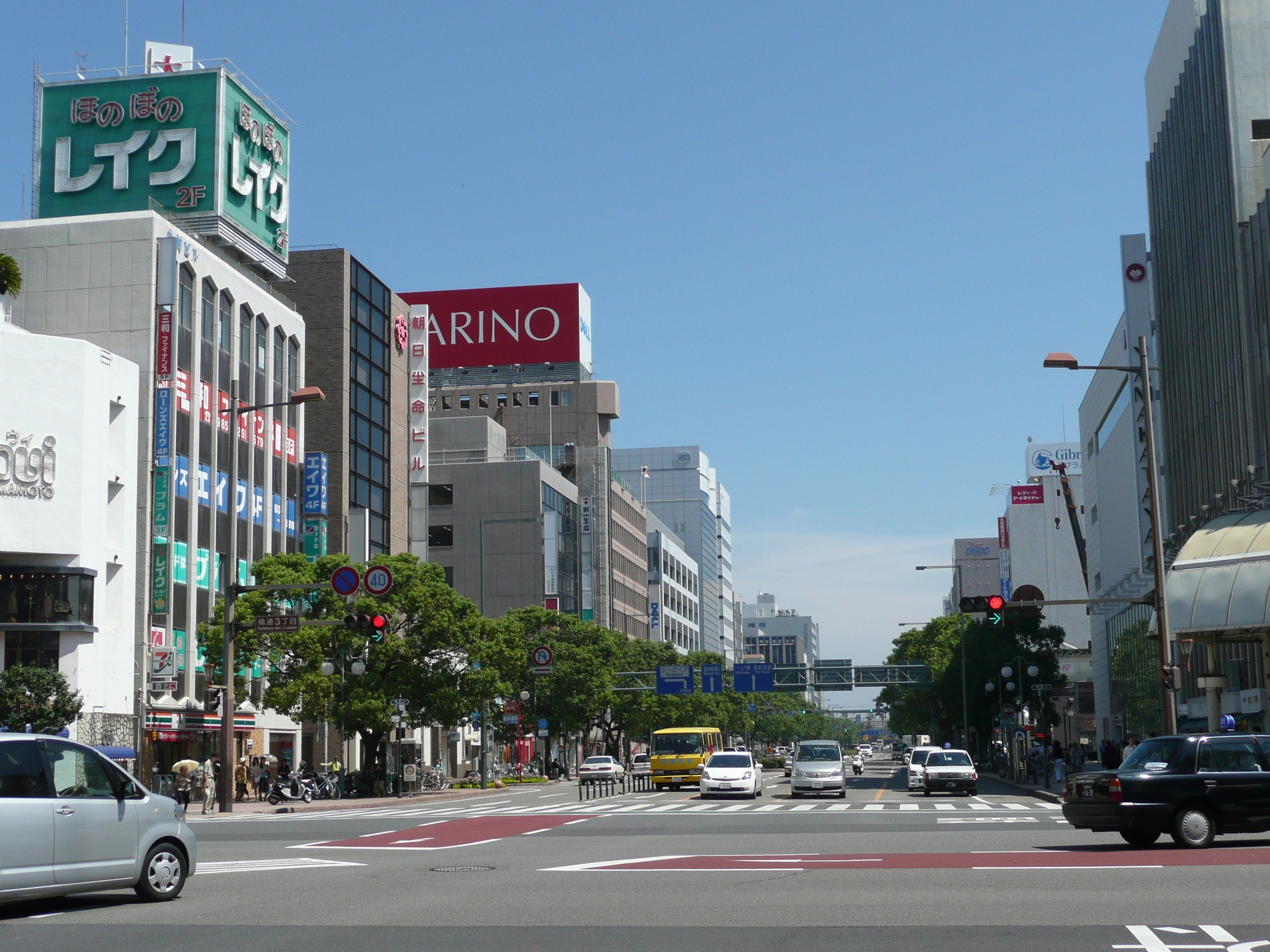
橘通三丁目交差点から宮崎駅方面

| 交差する道路                               | 交差する場所 | 交差する場所           |
| ------------------------------------------ | ------------ | ---------------------- |
| 宮崎県道341号宮崎港宮崎停車場線 / 老松通り | 錦町         | 宮崎駅交差点 / 起点    |
| 国道10号 国道220号 / 橘通り 国道269号      | 橘通西3丁目  | 橘通3丁目交差点 / 終点 |

### 沿線
- JR九州日豊本線・日南線 宮崎駅
- 肥後銀行 宮崎支店